# Kane Tanaka
Kane Tanaka (jap. 田中カ子 Tanaka Kane; ur. 2 stycznia 1903 w Wajiro, zm. 19 kwietnia 2022 w Fukuoce) – japońska superstulatka. 22 lipca 2018 roku, po śmierci Chiyo Miyako, w wieku 115 lat i 201 dni stała się najstarszym żyjącym człowiekiem na świecie według Gerontology Research Group. 9 marca 2019 została uznana za najstarszą osobę na świecie przez Księgę Rekordów Guinnessa. Była drugą osobą z Japonii, która w 2018 roku otrzymała tytuł najstarszej osoby świata, a także jedną z dziesięciu osób z Japonii na liście najstarszych ludzi w historii, która przekroczyła wiek 115 lat. Była najstarszą osobą w historii Azji i drugą pod względem wieku w historii za Francuzką Jeanne Calment (1875–1997).

## Życiorys
Urodziła się w wiosce Wajiro na wyspie Kiusiu w Japonii (obecnie prefektura Fukuoka) i mieszkała w prefekturze Fukuoka.
Przyszła na świat jako wcześniak, siódme dziecko małżonków Kumakichiego i Kumy Ota. Kane poślubiła Hideo Tanakę 6 stycznia 1922 roku, cztery dni po swoich 19. urodzinach. Ich małżeństwo trwało do śmierci Hideo w 1993 roku.
Mimo że nie spotkali się przed ślubem (co nie było w tym czasie w Japonii niczym niezwykłym), Kane i Hideo doczekali się czworga dzieci i postanowili zaadoptować piąte. Hideo prowadził rodzinną firmę Tanaka Mochiya, która produkowała i sprzedawała lepki ryż, Zenzai (rodzaj japońskich słodyczy) i makaron Udon. Po tym, jak mąż został powołany do armii w 1937 roku, podczas drugiej wojny chińsko-japońskiej, Kane jeszcze bardziej zaangażowała się w rodzinny interes, polerując ryż i robiąc z niego ciastka ryżowe, jednocześnie opiekując się dziećmi i teściową. Pierwszy syn Kane i Hideo, Nobuo, również dołączył do wojska (w 1943 roku) i po drugiej wojnie światowej został schwytany przez Związek Radziecki, powracając do Japonii w 1947.
Jedną z ulubionych rozrywek Kane była gra Othello, w której stała się ekspertem (w grze klasycznej, w wersji planszowej), często pokonując pracowników domu wypoczynkowego.
Pomimo kilku operacji – w tym jednej zaćmy, a drugiej na raka jelita grubego – Kane prowadziła spokojne życie w domu spokojnej starości w Fukuoce. Jako superstulatka poruszała się głównie o własnych siłach (dopiero w wieku 118 lat gdy z powodu pogarszającego się stanu zdrowia przestała chodzić, zaczęła stale używać wózka inwalidzkiego).
2 stycznia 2022, jako trzecia osoba w historii (za Jeanne Calment oraz Sarah Knauss), Kane Tanaka osiągnęła wiek 119 lat. 9 kwietnia 2022 w wieku 119 lat i 97 dni wyrównała wiek osiągnięty przez Amerykankę Sarah Knauss. Zmarła 19 kwietnia tego samego roku, pozostawiając tytuł najstarszej żyjącej osoby na świecie rok młodszej Francuzce Lucile Randon.